# Pectinaria
Pectinaria (лат.) — род суккулентных растений, принадлежащий к семейству Кутровые и происходящий из Южной Африки (Капская провинция).

## Название
Родовое латинское научное название Pectinaria происходит от латинского слова pectinarius, что означает «гребешковый» (от латинского pecten, — «гребешок»), относясь к гребенчатым процессам короны растений этого рода.

## Описание
Представители рода — карликовые суккулентные растения. Они являются безлистными, голыми и сочными многолетниками. Стебель обычно распростертый, часто изогнутый и укореняющийся по мере удлинения. Он имеет шестиугольную форму, бугорчато-мозаичную текстуру и в молодом возрасте острозубчатый по углам, часто с отчетливой почкой в пазухе каждого бугорка.
Цветки одиночные, иногда парные, и располагаются между углами вблизи верхушки стебля. Чашелистики ланцетные и заостренные. Венчик бывает трубчатым или колокольчатым, а доли венчика варьируются от яйцевидно-ланцетных до ланцетных, обычно сросшихся на вершине. Пыльники двухгнездные и не имеют вершинных придатков. Поллинии приподнятые или почти горизонтальные, более широкие, чем длинные, с короткими хвостиками и крылатым тельцем. Плоды — листовки, прямостоячие, голые и гладкие.

## Таксономия
Pectinaria Haw., первое упоминание в Suppl. Pl. Succ.: 14 (1819).

### Синонимы
- Vadulia Plowes

### Виды
Согласно данным сайта WFO Plantlist на июнь 2023 года, род состоит из 4 видов:
- Pectinaria articulata (Aiton) Haw.
- Pectinaria flavescens Plowes
- Pectinaria longipes (N.E.Br.) Bruyns
- Pectinaria maughanii (R.A.Dyer) Bruyns

В статусе рассмотрения находится 1 вид:
- Pectinaria asperifolia N.E.Br.